# IC 5131
IC 5131 је елиптична галаксија у сазвјежђу Јужна риба која се налази на листи објеката дубоког неба у Индекс каталогу.
Деклинација објекта је - 34° 53' 4" а ректасцензија 21h 47m 25,3s. Привидна величина (магнитуда) објекта IC 5131 износи 12,3 а фотографска магнитуда 13,3. Налази се на удаљености од 33,3 милиона парсека од Сунца. IC 5131 је још познат и под ознакама ESO 403-27, MCG -6-47-14, AM 2144-350, PGC 67352.